# 山下敏明
山下 敏明（やました としあき、1915年5月28日 - 2015年2月20日 ）は、日本の経営者。東京都出身。

## 来歴・人物
1940年に東京帝国大学法学部政治学科を卒業し、同年に日本銀行に入行し、1966年には経理局長に就任。1969年5月に福岡銀行専務に就任し、副頭取を経て、1973年11月に頭取に就任。1983年6月に会長に就任し、相談役を経て、2000年6月には名誉顧問に就任。1993年3月から2000年6月までに九州旅客鉄道会長を務めた。
1979年11月に藍綬褒章を受章し、1987年11月に勲二等瑞宝章を受章。
2015年2月20日老衰のために死去。99歳没。
岳父に安川第五郎。